# Ніколаєв Борис Федорович
Борис Федорович Ніколаєв (рос. Борис Фёдорович Николаев; 1 жовтня 1907, Санкт-Петербург — 29 березня 1973, місто Ленінград, тепер Санкт-Петербург) — радянський партійний діяч. Член ЦК КПРС у 1952—1956 роках. Депутат Верховної ради СРСР 2—3-го скликань.

## Біографія
Народився (1 жовтня) 1907 року у Санкт-Петербурзі в родині робітника, складача друкарні. У 1918 році закінчив Петроградське міське початкове училище.
З вересня 1922 року працював складачем у друкарні губернського фінансового відділу в Петрограді. У 1923 році вступив до Російської комуністичної спілки молоді, в 1928 році — до ВКП(б). У 1927 році закінчив курс робітничого факультету Ленінградського хіміко-технологічного інституту, в 1929 році — неповну середню школу в Ленінграді.
З вересня 1929 року — агент, потім секретар комітету комсомолу Ленінградської спілки споживчої кооперації. З березня 1931 року — інструктор Октябрського районного комітету ВЛКСМ міста Ленінграда, з вересня 1931 року — секретар комітету ВЛКСМ школи фабрично-заводського учнівства Союзверфі. З 1932 року — завідувач відділу кадрів Октябрського районного комітету ВЛКСМ в Ленінграді.
З травня 1933 року — інструктор, з травня 1937 року — заступник завідувача відділу кадрів Ленінградського обласного комітету ВКП(б). З серпня 1937 року — інструктор Ленінградського міського комітету ВКП(б) по Червоногвардійському і Виборзькому районах Ленінграда, один з найближчих співробітників А. О. Жданова. Займався питаннями викриття «ворогів народу» в підвідомчих йому районах, один з організаторів (по партійній лінії) масових репресій в Ленінграді.
З грудня 1937 року — завідувач відділу керівних партійних органів, з квітня 1939 року — секретар з кадрів, з вересня 1940 року — 2-й секретар, з квітня 1942 по 8 січня 1945 року — 1-й секретар Вологодського обласного комітету ВКП(б).
З січня 1945 по грудень 1948 року — 1-й секретар Архангельського обласного і міського комітетів ВКП(б).
З грудня 1948 по червень 1949 року — слухач Курсів перепідготовки секретарів обласних комітетів при ЦК ВКП(б).
29 червня 1949 року, коли у зв'язку з так званою «Ленінградською справою» була повністю змінена верхівка партійного керівництва Ленінграда, Бориса Ніколаєва призначили 2-м секретарем Ленінградського обласного комітету ВКП(б). Цю посаду займав до 5 липня 1952 року.
З липня 1952 по 21 січня 1954 року — 1-й секретар Смоленського обласного комітету КПРС.
У 1954—1956 роках — заступник голови виконавчого комітету Куйбишевської обласної ради депутатів трудящих.
У 1956—1961 роках — член Комісії радянського контролю Ради міністрів Російської РФСР.
У 1958 році заочно закінчив Вищу партійну школу при ЦК КПРС.
З 1961 року — в апараті ЦК КПРС: завідувач сектора загального відділу ЦК КПРС. 
Помер 23 березня 1973 року.

## Нагороди
- орден Леніна
- орден Вітчизняної війни І ст.
- орден Трудового Червоного Прапора
- медаль «За оборону Ленінграда»
- медаль «За доблесну працю у Великій Вітчизняній війні 1941—1945 рр.»
- медаль «У пам'ять 800-річчя Москви»
- медалі